# Renaud Ventresque
Renaud Ventresque est un joueur français de volley-ball né le 20 mars 1988 à Paris. Il mesure 1,88 m et joue au poste de réceptionneur-attaquant.

## Clubs
| Club                  | De        | À         |
| --------------------- | --------- | --------- |
| Montpellier UC        | 2006-2007 | 2008-2009 |
| Martigues Volley-Ball | 2009-2010 | 2011-2012 |
| Asnières Volley 92    | 2012-2013 | 2012-2013 |
| Avignon Volley-Ball   | 2013-2014 | ...       |

## Palmarès
- Coupe de France
  - Finaliste : 2008